# Domenico Rea
(dalla raccolta di poesie L'altra faccia, 1965)
Domenico Rea (Napoli, 8 settembre 1921 – Napoli, 26 gennaio 1994) è stato uno scrittore e giornalista italiano.

## Biografia
Suo padre Giuseppe è un ex carabiniere, sua madre, Lucia Scermino, una levatrice, il vero sostegno economico della famiglia. Prima di Domenico, sono nate due sorelle, Raffaella e Teresa. Nel 1924 la famiglia si trasferisce a Nocera Inferiore, amena cittadina alle pendici dei Monti Lattari e luogo d'origine del padre. Da piccolo Rea vive un'infanzia libera, aperta alle esperienze della strada e della campagna, è un bambino volitivo, ma rivela anche, in ambito scolastico, una forte volontà di apprendere e notevoli attitudini per la ginnastica e lo studio, in particolare della geografia e dell'italiano.
Dopo le elementari frequenta una scuola d'avviamento professionale e non va al ginnasio, nonostante il consiglio degli insegnanti. Inizia per il futuro scrittore un periodo di assoluta libertà. Spesso accompagna il padre e i suoi amici in escursioni nei paesi vicini, alla ricerca di fiere e osterie, e l'incontro con la letteratura avviene in modo casuale. I suoi primi due libri li ruba da un carretto, durante un mercato a Salerno: le Operette morali di Leopardi e il primo volume della Storia della letteratura italiana di De Sanctis; da questo momento Rea inizia la formazione di una vastissima biblioteca.
Ancora adolescente a Nocera incontra per la prima volta interlocutori in grado di renderlo consapevole del suo talento: sono il frate francescano Angelo Iovino, che gli trasmetterà la passione per i novellieri trecentisti, lo psichiatra Marco Levi Bianchini, amico di Sigmund Freud, Luigi Grosso, uno scultore anarchico confinato dal regime fascista a Nocera, e Pasquale Lamanna, raffinato uomo di lettere, che insegna al liceo di Castellammare. Al Centro di ricerca per la tradizione manoscritta di autori moderni e contemporanei dell'Università di Pavia sono conservati circa quattordici quaderni, che vanno dal 1937 al 1940, più un numero notevole di fogli sparsi, che testimoniano come per Rea scrivere è già diventato un bisogno vitale e persistente.
Nel 1939, a diciassette anni, partecipa a un concorso letterario bandito dalla rivista «Omnibus», diretta da Leo Longanesi, con il racconto È nato: non vince il concorso, ma Longanesi lo elogia e lo invita a continuare a scrivere. Comincia a collaborare al settimanale salernitano «Il Popolo fascista» e a «Noi giovani», il quindicinale del GUF. Durante la guerra conosce Michele Prisco e Annamaria Perilli, che diventerà sua moglie. Nel 1944 si iscrive al PCI e diventa segretario della sezione di Nocera. Inizia a frequentare spesso Napoli e il gruppo di giovani intellettuali che darà vita alla rivista «Sud» e stringe amicizia con Luigi Compagnone, l'eterno “amico-nemico”.
In una di queste incursioni napoletane conoscerà Francesco Flora, amico intimo di Benedetto Croce. Flora sarà il primo a credere veramente in lui come scrittore, e lo aiuterà a pubblicare sulla rivista «Mercurio», diretta da Alba de Céspedes, un racconto La figlia di Casimiro Clarus. Conclusa la guerra, l'attenzione di Rea si sposta su Milano, in cerca di agganci editoriali. Ritrova Luigi Grosso che gli procura l'ospitalità di Giacomo Manzù e la conoscenza di intellettuali come Montale, Quasimodo, Gadda, Rèpaci, Anceschi.
L'incontro determinante sarà quello con Arnoldo Mondadori e suo figlio Alberto; con loro avvia una vivace quanto sofferta corrispondenza, che precede e accompagna le sue pubblicazioni con la grande casa editrice. Dopo l'esperienza milanese torna a Nocera, dove scrive, ma passa anche da un lavoro all'altro, sempre pressato da necessità economiche. Alla fine del 1947 Mondadori pubblica il libro di racconti Spaccanapoli, grande successo di critica, ma non di vendite: Rea continua a scrivere racconti, ma Mondadori aspetta da lui il romanzo.
Nel 1948 esce il dramma Le formicole rosse, e per quanto l'impresario Remigio Paone e il regista Giorgio Strehler gli facciano sperare in un allestimento teatrale, dovrà passare molto tempo prima che questo avvenga. Dopo qualche mese d'emigrazione in Brasile, dove tenta di trovare la concentrazione per scrivere, Rea fa ritorno in Italia. Nel maggio del 1949 muore la madre Lucia, da lui molto amata, e, nell'autunno dello stesso anno, sposa Annamaria Perilli. Privo di un lavoro fisso, collabora a varie testate, ma alla fine dello stesso anno trova un impiego alla Sovraintendenza alle Gallerie d'Arte e va ad abitare a Napoli.
Nel contempo, un nuovo libro di racconti sta prendendo forma, con la prefazione di Francesco Flora: Gesù, fate luce; uscito nel 1950, il libro riscuote grande successo di critica e di pubblico, partecipa al premio Bagutta; è secondo nella cinquina dello Strega; è primo al Viareggio presieduto da Leonida Repaci. È un momento di grande successo per Rea: cominciano le prime traduzioni all'estero, le prime richieste di diritti cinematografici, le collaborazioni a giornali importanti. Nel 1953 è pubblicato Ritratto di maggio, un libro quasi autobiografico sulla scuola, che viene definito l'“Anti-Cuore”: il libro ha successo, ma più che un romanzo è un racconto lungo.
Nel 1954 nasce la figlia Lucia. Il rovello di Rea continua a essere il romanzo che Mondadori pretende, mentre lui insiste a dichiararsi uno scrittore di racconti. La signora scende a Pompei, Gli oggetti d'oro, Idillio, Quel che vide Cummeo, Madre e figlia, La spedizione e, in appendice, il saggio Le due Napoli, costituiranno il libro Quel che vide Cummeo, pubblicato nel 1955. Di ritorno da un viaggio a Praga nel 1956 Rea, non senza sofferenza, si distacca dal PCI, ma continua a frequentare i suoi amici intellettuali, che sono tutti legati al partito.
Nello stesso periodo intrattiene anche un'intensa corrispondenza con l'autore-editor della casa editrice Einaudi Italo Calvino, progettando un volume sulla commedia napoletana che non sarà mai pubblicato. Alla fine del 1958 Formicole rosse viene rappresentato, con un discreto successo, in un piccolo teatro romano. Nel frattempo Rea ha in cantiere il romanzo, che finalmente uscirà nel 1958 con il titolo Una vampata di rossore: è la storia di una tragedia familiare e di un'agonia che si dilata per tutta la lunghezza del romanzo. Il libro non viene accolto come Rea spera, né dalla critica né dal pubblico.
La crisi, e il suo silenzio durato molti anni, prendono inizio proprio da questa vicenda narrativa. Nel 1960, insieme a Luigi Incoronato, Michele Prisco, Mario Pomilio, Leone Pacini Savoj e Gianfranco Venè darà vita «Le ragioni narrative», rivista che chiuderà l'anno dopo. Tra il 1960 e il 1961 esce, prima con l'editore napoletano Pironti e poi con Mondadori, Il re e il lustrascarpe, un volume che raccoglie saggi e articoli di giornali. Nel 1965 con I Racconti, che è una collezione di tutte le novelle, vince il Premio Settembrini. Sempre nello stesso anno pubblica L'altra faccia, un volume eterogeneo che comprende poesie, racconti e un amaro saggio autobiografico, che dà il titolo al testo.
A Napoli, per la libreria Guida, organizza incontri culturali con scrittori come Jack Kerouac, Allen Ginsberg e Giuseppe Ungaretti. Nel 1970 Rea diventa giornalista alle dipendenze del Centro Rai di Napoli e collabora al Corriere della Sera. Il libro importante di quegli anni è Fate bene alle anime del Purgatorio, che nel 1977 è pubblicato da Mondadori. Dal 1980, collabora assiduamente a Il Mattino, per la cui testata scrive alcuni reportage di viaggi. Il 1985 si può considerare come l'anno del suo ritorno: con l'editore Rusconi pubblica Il fondaco nudo, una rielaborazione di racconti e saggi degli anni precedenti.
L'anno dopo viene ristampato Spaccanapoli e nel 1987 escono i Pensieri della notte, che raccoglieranno un discreto successo. L'inizio degli anni Novanta segna l'uscita dei tre ultimi libri, tutti editi da Leonardo, la casa editrice fondata da Leonardo Mondadori: Crescendo napoletano pubblicato nel 1990, nel 1992 L'ultimo fantasma della moda e infine il romanzo Ninfa plebea con cui vince il premio Strega. Rea muore il 26 gennaio 1994 colpito da ictus. Le sue spoglie sono sepolte nel cimitero di Nocera Inferiore, nella Cappella Angrisani. Il suo archivio è conservato presso il Centro per gli studi sulla tradizione manoscritta di autori moderni e contemporanei dell’Università di Pavia.

## Tematica
Agli inizi del suo percorso narrativo, Rea si trova ad essere rivolto verso il passato della nostra letteratura piuttosto che verso il presente, se consideriamo le sue letture sia dei classici italiani (Boccaccio, Santa Caterina da Siena, Manzoni), sia dei suoi prediletti scrittori partenopei (Basile, Mastriani, Imbriani), facendosi guidare dal suo interprete più drammatico, il De Sanctis. Su questi autori Rea modella la sua prosa, come chiariscono le citazioni messe sotto il titolo di ogni racconto.
La narrativa di Rea si può ritenere in alcune sfumature neorealista, anche se i suoi libri non contengono messaggi come quelli di Ignazio Silone o i lamenti sulle piaghe del Mezzogiorno come nel fortunato Cristo si è fermato a Eboli di Carlo Levi, ma testimonianze argute e implacabili, che sotto lo stimolo dell'onestà intellettuale si sforzano di trasmettere senza malizie stilistiche ciò che Napoli stava subendo negli anni della ricostruzione postbellica.
Come il neorealismo cinematografico e come alcune arti figurative, il suo stile interpreta la realtà nuova emersa dalla guerra. Più tardi Rea tornerà su questo periodo con un giudizio non troppo lusinghiero «di quel lavoro dal tono collettivo, che ebbe inizio nel lontano dopoguerra» scrive nel libro Le Ragioni narrative (1960) «oggi restano sparsi fuochi, su vaste zone coperte di cenere». In realtà lo sforzo c'era stato, non folcloristico né politico, ma umano.
Scrittore irrequieto rispetto ai gruppi di intellettuali napoletani contemporanei, Rea visse da isolato senza poter essere assimilato a nessuna corrente letteraria, estraneo a qualsiasi gruppo susseguente alla rivista letteraria La Ronda, lontano dall'impegno politico militante per mancanza di illusioni sulla "natura umana" ma non per questo, scrivendo quasi sempre temi di disagio ambientale, meno impegnato nella denuncia delle piccole e grandi ingiustizie quotidiane. Lo scrittore così adatta un tipo di narrativa trecentesca e rinascimentale, a quella della percezione del dolore e della gioia, di cui era prodigo il tempo nel quale era vissuto.

## Nofi
Nofi è una città fittizia nella quale Domenico Rea ha ambientato molti dei suoi racconti e romanzi, tra cui Una vampata di rossore, Ninfa plebea e I ragazzi di Nofi. Oltre ai romanzi, la città immaginaria di Nofi è protagonista anche di alcune poesie di Rea.
Le indicazioni dello scrittore non solo collocano Nofi in Campania, ma ne permettono l'identificazione precisa con Nocera Inferiore: nato a Napoli, lo scrittore fu infatti portato a Nocera Inferiore «nel '23, a due anni di età. Nofi è una sorta di anagramma di Nocera Inferiore e rappresenta il teatro di molte sue opere In quel paese Rea ha vissuto gli anni della formazione, dalla più tenera età fino alla giovinezza». Ulteriore conferma dell'identificazione con Nocera Inferiore è l'esistenza della confinante Nofi Superiore (cioè Nocera Superiore), con una descrizione accurata della festa di Materdomini.
L'elenco dei rioni di Nofi (tanti grossi borghi popolari, che si sarebbero potuti considerare veri e propri quartieri) che Domenico Rea fa nel romanzo Ninfa Plebea, corrisponde in modo puntuale alla dizione dialettale dei rioni di Nocera Inferiore:
- Bùvero (corrisponde al Borgo);
- Sperandei (corrisponde all'omonimo rione);
- Liporta (corrisponde all'omonimo rione);
- Mercato (corrisponde all'omonimo rione);
- Rèndola (corrisponde al rione Arenula);
- Pietraccetta (corrisponde all'omonimo rione);
- Capofioccano (corrisponde all'omonimo rione);
- Capocasale (corrisponde all'omonimo rione);
- Casale del Pozzo (corrisponde all'omonimo rione);
- Casale Nuovo (corrisponde all'omonimo rione);
- Casolla (corrisponde all'omonimo rione);
- Marrata (corrisponde all'omonimo rione);
- Cerzeti (corrisponde all'omonimo rione);
- Merichi (corrisponde all'omonimo rione);
- Fiano (corrisponde all'omonima frazione).

Aldo Di Vito, ex sindaco della città di Nocera Inferiore, ha raccontato la sua esperienza politica in un volume intitolato Il sindaco di Nofi. Diario intimo di un'esperienza politica nel Sud (2019).

## Archivio
Le lettere agli scrittori e gli autografi dei suoi romanzi sono conservati presso l'Università di Pavia, al Centro studi manoscritti, per espressa volontà dello scrittore. 
La restante parte del suo archivio personale e professionale è conservato, a partire dal 2022, presso il Centro Bibliotecario dell'Università degli Studi di Salerno, per volontà della figlia Lucia Rea.

## Opere
- Spaccanapoli, Milano, Mondadori, 1947.
- Le formicole rosse, Milano, Mondadori, 1948.
- Gesù, fate luce, Milano, Mondadori, 1950 - Premio Viareggio (1951).[8]
- Ritratto di maggio, Milano, Mondadori, 1953.
- Quel che vide Cummeo, Milano, Mondadori, 1955.
- Re Mida, Napoli, Società Editrice Napoletana, 1958.
- Una vampata di rossore, Milano, Mondadori, 1959, Premio Napoli[9].
- Il re e il lustrascarpe, Napoli, Pironti, 1960.
- L'altra faccia, Milano, Nuova Accademia, 1965.
- I racconti, Milano, Mondadori, 1965.
- La signora è una vagabonda, Napoli, Marotta, 1968.
- Diario napoletano, Milano, Bietti, 1971.
- Fate bene alle anime del purgatorio, Napoli, Società Editrice Napoletana, 1976; poi: Milano, Mondadori, 1977.
- Illuminazioni napoletane, Milano, Mondadori, 1977.
- Il fondaco nudo, Milano, Rusconi, 1985.
- Pensieri della notte, Milano, Rusconi, 1987.
- Crescendo napoletano, Milano, Leonardo editore, 1990.
- L'ultimo fantasma della moda, Napoli, Beta editoriale, 1992; poi: Milano, Leonardo, 1992.
- Ninfa plebea, Milano, Leonardo editore, 1992. - Premio Strega (1993).[10]
- "Vivere a Napoli" (Cartastraccia), Firenze, Ibiskos, 1993
- I ragazzi di Nofi, Roma, Avagliano, 1999.

## Pubblicazioni

### Recensioni su quotidiani e periodici
- Giuseppe De Robertis, in Tempo (settimanale), 21-28 febbraio 1948.
- Giuseppe Ravegnani, in Il Tempo, 9 marzo 1948.
- Michele Prisco, in La Voce, 20 marzo 1948.
- Luciano Santucci, in Il Popolo, 21 aprile 1948.
- Sergio Antonielli, in La Fiera letteraria, 20 giugno 1948.
- Arnaldo Bocelli, in La Fiera letteraria, 2 gennaio 1949.
- Leone Piccioni, in Il Popolo, 3-4 marzo 1950.
- Francesco Flora, in La Rassegna della letteratura italiana, 1º novembre 1950.
- Carlo Bo, in La Fiera letteraria, 19 novembre 1950.
- Mario Stefanile, in Il Mattino, 1º dicembre 1950.
- Enrico Falqui, in Il Tempo, 6 dicembre 1950.
- Luigi Compagnone, in Corriere di Napoli, 8-9 dicembre 1950.
- Vittorio Sereni, in Milano sera, 20 dicembre 1950.
- Emilio Cecchi, in L'Europeo, 21 dicembre 1950.
- Giuseppe De Robertis, in Il Tempo, 20 gennaio 1951.
- Arnaldo Bocelli, in Il Mondo, 7 aprile 1951.
- Goffredo Bellonci, in Il Giornale d'Italia, 1º maggio 1951.
- Carlo Muscetta, in L'Unità, 11 luglio 1951.
- Libero Bigiaretti, in Le Vie nuove, 5 agosto 1951.
- Antonio Livi, in Il Nuovo Corriere, 17 agosto 1951.
- Ferdinando Virdia, in La Voce repubblicana, 19 agosto 1951.
- Carlo Salinari, in Rinascita, agosto-settembre 1951.
- Sergio Antonielli, in Belfagor, settembre 1951.
- Geno Pampaloni, in Il Ponte, anno settimo, numero uno, gennaio 1951.
- Mario Stefanile, in Il Mattino, 5 aprile 1953.
- Tommaso Fiore, in Mondo operaio, 2 maggio 1953.
- Giuseppe De Robertis, in Il Tempo, 30 maggio 1953.
- Mario Alicata, in Rinascita, maggio 1953.
- Carlo Salinari, in L'Unità, 23 luglio 1953.
- Niccolò Gallo, in Società, settembre 1953.
- Giuseppe Bartolucci, in Incontri oggi, numero 5, 1953.
- Piero Citati, in Belfagor, numero 4, 1953.
- Mario Stefanile, in La Fiera letteraria, 10 ottobre 1954.
- Leone Piccioni, in Prospettive meridionali, marzo 1955.
- Mario Alicata, in Rinascita, maggio 1955.
- Piero Dallamano, in Paese sera, 4 giugno 1955.
- Giancarlo Vigorelli, in La Fiera letteraria, 17 luglio 1955.
- Carlo Salinari, in Il Contemporaneo, 20 ottobre 1955.
- Oreste Del Buono, in Epoca, 17 maggio 1959.
- Alberto Asor Rosa, in Avanti!, 24 settembre 1959.
- Mario Pomilio, in Nord e Sud, 1959.
- Raffaele Crovi, in Il Menabò, numero tre, 1960.
- Massimo Grillandi, in Cyntia, gennaio-febbraio 1960.
- Luigi Russo, in Belfagor, gennaio 1961.
- Geno Pampaloni, in Epoca, gennaio 1961.
- Luigi Baldacci, in Giornale del mattino, 3 giugno 1965.
- Renato Barilli, in Corriere della sera, 28 febbraio 1965.
- Mario Stefanile, in Il Mattino, 12 febbraio 1965.
- Giacinto Spagnoletti, in ABC, 21 febbraio 1965.
- Salvatore Quasimodo, in Le Ore, 18 marzo 1965.
- Mario Pomilio, in La Fiera letteraria, 21 marzo 1965.
- Salvatore Quasimodo, in Tempo, 1º giugno 1966.
- Gioacchino Pellecchia, in Studium, marzo-aprile 1966.
- Piero Dallamano, in Paese sera, 20 ottobre 1967.
- Giuliano Gramigna, in Corriere della sera, 9 marzo 1969.
- Franco Pappalardo La Rosa (su Fondaco nudo), in L'Umanità, 4 maggio 1985.

### Contributi critici in volumi
- Claudio Varese, in Cultura letteraria contemporanea, Pisa, Nistri e Lischi, 1951.
- Carlo Muscetta, in Letteratura militante, Firenze, Parenti 1953.
- Leone Piccioni, in Sui contemporanei, Milano, Fabbri, 1953.
- Emilio Cecchi, in Di libro in libro, Milano, 1954.
- Enrico Falqui, in Novecento letterario, volume quarto, Firenze, Vallecchi, 1954.
- Emilio Cecchi, in Ritratti e profili, Milano, Garzanti, 1957.
- Emilio Cecchi, in Libri nuovi e usati, Napoli, Edizioni scientifiche italiane, 1958.
- Luigi Russo, in I Narratori, Milano, Principato, 1958.
- Giuseppe Trombatore, in Scrittori del nostro tempo, Palermo, Manfredi, 1959.
- Enzo Golino, in Cultura e mutamento sociale, Milano, Edizioni di Comunità, 1959.
- Giorgio Pullini, in Il romanzo italiano del dopoguerra, Milano, Scharz, 1961.
- Giorgio Bàrberi Squarotti, in Poesia e narrativa del secondo Novecento, Milano, Mursia, 1961.
- Giorgio Bàrberi Squarotti, in La narrativa italiana del dopoguerra, Bologna, Cappelli, 1965.
- Alberto Asor Rosa, in Scrittori e popolo, Roma, 1965.
- Walter Mauro, in Cultura e società nella narrativa meridionale, Roma, Edizioni dell'Ateneo, 1965.
- Giuliano Manacorda, in Storia della letteratura italiana contemporanea, Roma, Editori riuniti, 1967.
- Claudio Varese, in Occasioni e valori della letteratura contemporanea, Bologna, Cappelli, 1967.
- Walter Pedullà, in La letteratura del benessere, Napoli, Libreria scientifica editrice, 1968.
- Olga Lombardi, in La narrativa italiana nelle crisi del Novecento, Caltanissetta-Roma, S. Sciascia editore, 1971.
- Emilio Cecchi, in Letteratura italiana del Novecento, Milano, Mondadori, 1972.
- Giuliano Manacorda, Domenico Rea, in Letteratura italiana - I Contemporanei, volume quinto, Milano, Marzorati, 1974.
- Franco Pastore e Liana Annarumma, Il Vangelo di Matteo - Salerno, De Luca Editore, 1980.